# Felicie Hüni-Mihacsek
Felicie Hüni-Mihacsek (3. April 1891 in Fünfkirchen, Österreich-Ungarn – 26. März 1976 in München) war eine ungarische Opern- und Konzertsängerin der Stimmlage Sopran. Sie sang überwiegend an den Staatsopern von Wien und München sowie bei den Salzburger Festspielen.

## Leben und Werk
Sie studierte an der Wiener Musikakademie bei Rosa Papier-Paumgartner und debütierte in der Spielzeit 1916–17 am Hamburger Stadttheater. Am 25. Mai 1918 sang sie erstmals an der Wiener Staatsoper – vermutlich als Einspringerin. Sie verkörperte an diesem Abend die Woglinde in Wagners Rheingold. Am 23. Februar 1919 gastierte sie im Haus am Ring als 1. Dame in der Zauberflöte. Dieses sogenannte Probegastspiel erstreckte sich auch auf kleinere Wagner-Rollen und war von Erfolg gekrönt. Ab 1. September 1919 wurde sie als Ensemblemitglied in den Verband der Staatsoper aufgenommen. Am 10. Oktober desselben Jahres wurde ihr eine kleinere Partie, die Stimme des Falken, in der Uraufführung der Frau ohne Schatten von Hugo von Hofmannsthal und Richard Strauss anvertraut. Neben vielen Episodenrollen wurden sie rasch auch in gewichtigen Partien besetzt, als Micaëla, Agathe und Ighino, als Dorabella in einer Neueinstudierung der Così fan tutte unter Stabführung Richard Strauss und auch als Elsa. In der folgenden Spielzeit folgten Sulamith, Prinzessin Eudoxie, Chrysothemis, Najade und  Donna Elvira, ebenfalls in einer Neueinstudierung unter Leitung von Richard Strauss. Preiser Records fasst zusammen: „Als Donna Elvira erwies sich die Künstlerin für stilvollen Mozartgesang geradezu prädestiniert, dem später auch ihre besondere Vorliebe galt.“ Ihre Partner dieser hochgelobten Produktion waren Helene Wildbrunn, Elisabeth Schumann, Alfred Piccaver, Richard Mayr und Alfred Jerger. Als Fiordiligi, Donna Elvira und Gräfin Almaviva debütierte sie 1922 bei den Salzburger Festspielen. Als sich im selben Jahr ihre Fachkollegin Berta Kiurina von Wien verabschiedete, fiel der Großteil von ihren Rollen Felicie Hüni-Mihacsek zu – beispielsweise die Margiana, die Smetana-Partien Marie und Jutta, die Fiordiligi und die Königin der Nacht. Obwohl sie in Wien ursprünglich im Koloraturfach angetreten war, übernahm sie zunehmend auch Partien mit dramatischen Aspekten – Troubadour-Leonore, Amelia, die Meyerbeer-Rollen Berta und Inés, auch die Donna Anna. Sie sang in Wien weiters Tannhäuser-Elisabeth und Elsa, die Antonia in d’Alberts Tiefland und vielleicht etwas zu früh die Feldmarschallin im Rosenkavalier, stets zur Zufriedenheit der Direktion Strauss-Schalk. 1924 gastierte sie als Donna Anna mit dem Staatsopern-Ensemble in Paris. 1925 wurde sie an die Bayerische Staatsoper in München berufen, „deren eigentliche Primadonna sie für die nächsten zwanzig Jahre war“, so Kutsch/Riemens. Sie wurde in mehreren Neuinszenierungen in tragenden Rollen vorgestellt, beispielsweise 1926 als Leonore in Verdis Macht des Schicksals oder als Concepcion in Ravels Spanischer Stunde. 1927 gastierte sie am Stadttheater Zurüch, 1928 war sie an der Berliner Kroll-Oper in Hindemiths Cardillac zu sehen und zu hören. In der heute vergessenen, damals erfolgreichen Oper Li-Tai-Pe, des Kaisers Dichter von Clemens von Franckenstein verkörperte sie Yang-Gui-Fe, ein Mädchen aus dem Volke. 1930 war sie in München in einer Neuinszenierung als Manon Lescaut besetzt, ein Mädchen vom Lande, welches ein tragisches Schicksal erfährt. 1931 und 1932 wirkte sie dortselbst in Uraufführungen von Hans Pfitzner und Robert Heger mit, 1933 übernahm sie die Titelpartie in der Arabella von Hofmannsthal/Strauss. Im Lauf der Jahre wurde die Marschallin zu ihrer Paraderolle an der Münchner Staatsoper. Trotz ihrer Anerkennung seitens des Intendanten, der Presse, des Publikums und der Politik wurde die Gage der Künstlerin, weil Ausländerin, ein Jahr nach der Machtergreifung der Nationalsozialisten um ein Viertel gekürzt, von 27 000 auf 20 000 RM. Den deutschen Sängerkollegen (und NSDAP-Mitgliedern) hingegen wurden die Bezüge erhöht. Ein Beschwerde im Ministerium blieb erfolglos. Im Folgejahr wurde ihr Gehalt erneut gekürzt, auf 15 900 RM. 1937 war sie an der Dresdner Semperoper in einer Othmar-Schoeck-Uraufführung beteiligt, 1939 gastierte sie erneut bei den Salzburger Festspielen (als Donna Anna) und erstmals am Opernhaus der Stadt Frankfurt (als Marschallin), 1941 am Deutschen Theater Prag. Sie trat auch während der Kriegsjahre an der Wiener Staatsoper auf, in Werken Mozarts und von Richard Strauss. Sie stand 1944 in der Gottbegnadeten-Liste.
1945 verabschiedete sie sich von der Bühne und war danach nur mehr gelegentlich in Konzerten zu hören. 1953 sang sie nochmals an der Münchner Oper die Feldmarschallin. Kutsch/Riemens urteilen: „Hervorragend schön gebildete Stimme, deren souveräne Beherrschung der Technik durch die Fülle und den Glanz der Tongebung wie durch die Feinheit der Ausdruckskunst hervorragend ergänzt wurde.“ Harold Rosenthal beschrieb sie im Grove Book of Opera Singers sinngemäß als eine der herausragenden Mozart-Stimmen der Zwischenkriegsjahre.
Felicie Hüni-Mihacsek war auch Konzertsängerin und wurde als solche von vielen Konzerthäusern eingeladen. 1919 interpretierte sie an der Wiener Staatsoper das 2. Sopransolo in Mahlers Achter und sang im Verein für musikalische Privataufführungen Lieder von Debussy, Pfitzner und Webern. 1922 übernahm sie den Sopranpart in Schönbergs Streichquartett op. 10 bei den Internationalen Kammermusik-Aufführungen in Salzburg. 1929 sang sie an der Mailänder Scala das Sopransolo in Bachs Matthäus-Passion. 1935 kam sie, so Kutsch/Riemens, „zu großen Erfolgen als Konzertsolistin in London wie in Budapest“. Bei den Salzburger Festspielen war sie nur an sieben Opernabenden, jedoch an fünfzehn Konzerten beteiligt. 13-mal sang sie das Sopransolo in Mozarts c-Moll-Messe sowie jeweils einmal in Mozarts Requiem (1941) und in Haydns Schöpfung (1949). Die Künstlerin war ab 1922 mit dem Schweizer Industriellen Alfred Hüni verheiratet und wurde durch die Ehe zur Schweizer Staatsbürgerin. Das Paar hatte einen Sohn, Alfred (1925–2000), der ebenso Musiker wurde. Die Ehe wurde noch vor dem 16. Oktober 1940 geschieden. Die Sängerin war mit dem Komponisten Mark Lothar und der Choreographin Senta Maria Schmid befreundet. Sie wurde nach dem Abschied von der Bühne Gesangspädagogin, zu ihren Schülerinnen zählten Christa Ludwig, Helga Müller-Molinari und Hanna-Ulrike Vassal. Sie wurde im Waldfriedhof Solln in München bestattet. Ihre Grabstätte trägt die Nummer 8-2-32.

## Rollen (Auswahl)

### Uraufführungen
- 1919: Die Frau ohne Schatten von Hofmannsthal und Strauss, Wiener Staatsoper (10. Oktober) – Stimme des Falken
- 1931: Das Herz von Hans Mahner-Mons und Hans Pfitzner, Bayerische Staatsoper München (12. November) –
- 1932: Der Bettler Namenlos von Robert Heger, Bayerische Staatsoper München (12. November) –
- 1937: Massimilla Doni von Othmar Schoeck, Staatsoper Dresden (2. März) – Titelpartie

### Repertoire
| d’Albert: - Antonia in Tiefland Bizet: - Micaëla in Carmen Cornelius: - Margiana im Barbier von Bagdad Gluck: - Eurydike in Orpheus und Eurydike Goldmark: - Sulamith in der Königin von Saba Halévy: - Prinzessin Eudoxie in der Jüdin Hindemith: - Cardillacs Tochter in Cardillac Korngold: - Bice in Violanta Meyerbeer: - Valentine in Die Hugenotten - Berta im Propheten - Inès in der Afrikanerin Mozart: - Konstanze in der Entführung aus dem Serail - Gräfin Almaviva in Hochzeit des Figaro - Donna Elvira und Donna Anna im Don Giovanni - Fiordiligi und Dorabella in Così fan tutte - Königin der Nacht und 1. Dame in der Zauberflöte Nicolai: - Jungfer Anna Reich in Die lustigen Weiber von Windsor Offenbach: - Antonia in Hoffmanns Erzählungen Pfitzner: - Ighino in Palestrina |  | Puccini: - Titelpartie in Manon Lescaut - Nella in Gianni Schicchi Ravel: - Concepcion in L’heure espagnole Smetana: - Marie in der Verkauften Braut - Jutta in Dalibor Johann Strauß: - Saffi im Zigeunerbaron Richard Strauss: - Chrysothemis, Magd und Aufseherin in Elektra - Feldmarschallin im Rosenkavalier - Najade und Titelpartie in Ariadne auf Naxos - Titelpartie in Arabella Verdi: - Gilda und Giovanna in Rigoletto - Leonore im Troubadour - Amelia im Maskenball - Leonore in Macht des Schicksals - Titelpartie in Aida Wagner: - Elisabeth in Tannhäuser und der Sängerkrieg auf Wartburg - Elsa im Lohengrin - Eva in Die Meistersinger von Nürnberg - Woglinde in Das Rheingold - Helmwiege und Sieglinde in Die Walküre - Gutrune in Götterdämmerung - Blumenmädchen und 1. Knappe in Parsifal Weber: - Agathe im Freischütz Zeller: - Kurfürstin im Vogelhändler |

## Aufnahmen
Fast ausschließlich Polydor-Schallplatten. Es gab zwei Schallplatten mit Duetten, eine mit dem Bariton Willi Domgraf-Fassbaender, die andere mit dem Tenor Helge Rosvaenge. Preiser Records bietet seit 2001 eine Solo-CD mit 16 populären Musikstücken an, darunter sechs Mozart- und zwei Verdi-Arien, zwei Walzer, die Wiedersehens-Arie aus dem Postillon von Lonjumeau und die Arie „Seit mein Herz dir ich überliess“ aus der Oper Louise von Charpentier. Auf der mit dem Österreichischen Rundfunk kooperierenden Berliner Marke Christschall einige Aufnahmen in Salzburg mit religiöser Vokalmusik.

## Literatur

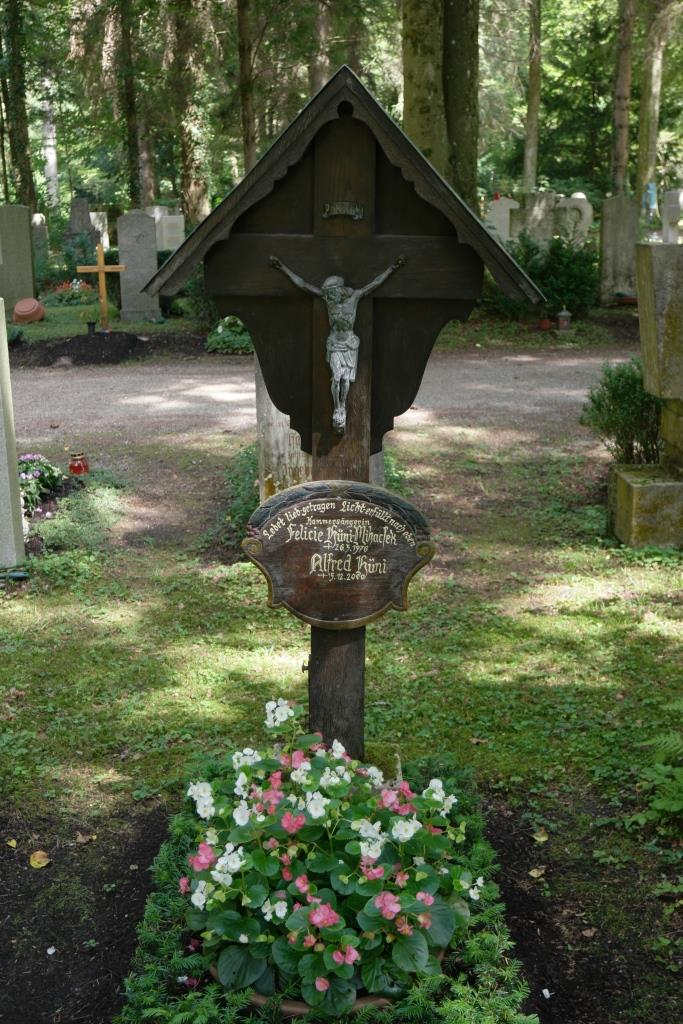
Grab der Künstlerin und ihres Sohnes